# Ku'aydinah (huyện)
Huyện Ku'aydinah là một huyện thuộc tỉnh Hajjah, Yemen. Đến thời điểm năm 2003, huyện này có dân số 69332 người